# Fiat Someca DA 50
Le Fiat Someca DA 50 est un tracteur agricole fabriqué par la filiale française du constructeur italien Fiat Trattori dans son usine de Nanterre.
Le modèle a été présenté en 1952 et sera le premier tracteur agricole de la nouvelle marque créée pour l'occasion.

## Histoire
Depuis 1934, SAFAF, « Société Anonyme Française des Automobiles Fiat », ancienne société qui a donné naissance à Simca, importait puis fabriqua dans une usine à Nanterre, des automobiles Fiat sous licence. Elle importait également des tracteurs Fiat Trattori et Steyr en France.
En 1951, Simca, alors filiale automobile française du constructeur italien Fiat vient au secours de la société MAP en rachetant sa division tracteurs agricoles. Simca s'en servira de base pour la constitution de la « SOciété de MECAnique de la Seine » - SOMECA, destinée à produire les premiers tracteurs Someca et les pièces pour le SAV des derniers tracteurs MAP.

### Le tracteur Someca DA 50
Lancé en 1952, le premier tracteur Fiat-Someca sera le DA 50, dérivé du modèle MAP DR3. Son moteur Laraque 2 temps sera remplacé par le moteur diesel 4 temps à injection directe à double turbulence Fiat-OM COD/40 de 3,770 cm3 développant 37 Ch à la poulie au régime de 1.500 tr/min et dont la consommation extrêmement réduire de 5 litres à l'heure en plein effort fera le bonheur des agriculteurs, surtout avec un démarrage électrique. Plus besoin de tourner la manivelle pour le démarrer.

### Le tracteur Someca DA 50L
En 1954, une version améliorée fait son apparition, le Fiat Someca DA 50L qui comporte :
- un nouveau système d'attelage avec relevage plus puissant et plus rapide,
- une barre d'attelage à 4 positions de réglage,
- une augmentation de voie variable de 1,30 à 2,00 mètres,
- une répartition des charges différente pour une meilleure résistance au cabrage et un abaissement du centre de gravité,
- une meilleure accessibilité aux organes de commande,
- une boîte de vitesses avec de nouveaux rapports avec une vitesse réduite en 1re,
- 2 montes de pneumatiques au choix : 14x28 ou 11x36.

Le tracteur Fiat Someca SOM 40 lui succédera en 1957. Ce sera le plus gros tracteur jamais construit en France. 18.741 exemplaires seront fabriqués jusqu'en 1964. Un vrai record pour l'époque.